# Simcoe—Grey
Pour la circonscription provinciale, voir Simcoe—Grey (circonscription provinciale).
Circonscription électorale fédérale du Canada
Simcoe—Grey est une circonscription électorale fédérale en Ontario.

## Géographie
La circonscription est située au nord de Toronto et aux abords de la baie Georgienne. La circonscription est constituée des villes New Tecumseth, Springwater, Collingwood, Essa, Wasaga Beach, Clearview, Adjala-Tosorontio et de Blue Mountains. 
Après le redécoupage de 2012, les circonscriptions limitrophes sont Bruce—Grey—Owen Sound, Dufferin—Caledon, King—Vaughan, York—Simcoe, Barrie—Innisfil, Barrie—Springwater—Oro-Medonte et Simcoe-Nord. Auparavant, elles étaient Barrie, Dufferin—Caledon, Bruce—Grey—Owen Sound, Oak Ridges—Markham, Simcoe-Nord et de York—Simcoe.

## Historique
La circonscription de Simcoe—Grey a été créée en 1996 à partir des circonscriptions de Barrie—Simcoe—Bradford, Bruce—Grey, Simcoe-Centre, Simcoe-Nord, Wellington—Grey—Dufferin—Simcoe et York—Simcoe.
| Législature | Années       | Député        | Député         | Parti        |
| --- | ------------ | ------------- | -------------- | ------------ |
| Simcoe—Grey issue de Barrie—Simcoe—Bradford, Bruce—Grey, Simcoe-Centre, Simcoe-Nord, Wellington—Grey—Dufferin—Simcoe et York—Simcoe |              |               |                |              |
| 36e | 1997–2000    |               | Paul Bonwick   | Libéral      |
| 37e | 2000–2004    |               | Paul Bonwick   | Libéral      |
| 38e | 2004–2006    |               | Helena Guergis | Conservateur |
| 39e | 2006–2008    |               | Helena Guergis | Conservateur |
| 40e | 2008–2010    |               | Helena Guergis | Conservateur |
| 40e | 2010–2011    |               | Helena Guergis | Indépendant  |
| 41e | 2011–2015    |               | Kellie Leitch  | Conservateur |
| 42e | 2015–2019    |               | Kellie Leitch  | Conservateur |
| 43e | 2019–2021    | Terry Dowdall |                | Conservateur |
| 44e | 2021–Présent | Terry Dowdall |                | Conservateur |